# Klippjordkrypare
Klippjordkrypare (Geophilus carpophagus) är en mångfotingart som beskrevs av Leach 1815. Klippjordkrypare ingår i släktet Geophilus och familjen storjordkrypare. Enligt den finländska rödlistan är arten nationellt utdöd i Finland. Enligt den svenska rödlistan är arten sårbar i Sverige. Arten förekommer i Götaland, Gotland, Öland och Svealand. Artens livsmiljö är stränder vid Östersjön. Inga underarter finns listade i Catalogue of Life.